# 맨체스터 더비
맨체스터 더비(Manchester derby)는 잉글랜드 그레이터맨체스터주 맨체스터를 연고지로 한 축구팀인 맨체스터 시티 FC와 맨체스터 유나이티드 FC 사이의 축구 경기를 가리킨다. 첫 경기는 1881년에 열렸으며 양 팀의 경기장인 에티하드 스타디움(시티 오브 맨체스터 스타디움)과 올드 트래퍼드에서 경기가 열린다. 역대 상대전적은 풋볼리그~프리미어리그(2019-20)까지 1884~2020 (모든 경기 포함) 역대 상대전적 맨유 76승 52무 54패 > 맨시티 54승 52무 76패

## 내력
두 팀간의 첫 경기는 1881년 11월 12일 열렸는데 후에 맨체스터 시티 FC가 되는 웨스턴 고튼 (세인트 마크스)과 맨체스터 유나이티드 FC가 되는 뉴턴 히스의 경기이다. 경기는 히스 (유나이티드)의 12-0 승리로 끝났다.

## 경기장
| 맨체스터 시티               | · 맨체스터 시티맨체스터 유나이티드맨체스터 더비(잉글랜드) | 맨체스터 유나이티드 |
| --------------------------- | --------------------------------------------------------- | ------------------- |
| 시티 오브 맨체스터 스타디움 | · 맨체스터 시티맨체스터 유나이티드맨체스터 더비(잉글랜드) | 올드 트래퍼드       |
| 수용인원: 47,726명          | · 맨체스터 시티맨체스터 유나이티드맨체스터 더비(잉글랜드) | 수용인원: 75,653명  |
|                             | · 맨체스터 시티맨체스터 유나이티드맨체스터 더비(잉글랜드) |                     |

## 통계
2016년 9월 9일까지 171번 경기가 열렸는데 유나이티드가 73번 승리하였으며 시티가 50번 승리하였고 무승부 경기가 52번 있었다.

1983년부터 2013년까지 맨체스터 시티와 맨체스터 유나이티드의 리그 순위

| 대회         | 시티 승 | 무승부 | 유나이티드 승 |
| ------------ | ------- | ------ | ------------- |
| 리그         | 43      | 50     | 60            |
| FA컵         | 3       | 0      | 6             |
| 리그컵       | 3       | 1      | 3             |
| 커뮤니티실드 | 0       | 0      | 2             |
| 합계         | 49      | 51     | 71            |

득점 순위
| 선수            | 팀                                | 골 |
| --------------- | --------------------------------- | -- |
| 세르히오 아게로 | 맨체스터 시티                     | 11 |
| 웨인 루니       | 맨체스터 유나이티드               | 11 |
| 프랜시스 리     | 맨체스터 시티                     | 10 |
| 보비 찰턴       | 맨체스터 유나이티드               | 9  |
| 콜린 벨         | 맨체스터 시티                     | 8  |
| 에리크 캉토나   | 맨체스터 유나이티드               | 8  |
| 브라이언 키드   | 맨체스터 유나이티드 맨체스터 시티 | 8  |
| 조 스펜스       | 맨체스터 유나이티드               | 8  |
| 폴 스콜스       | 맨체스터 유나이티드               | 7  |
| 데니스 바이올렛 | 맨체스터 유나이티드               | 7  |

## 역대 경기 결과
풋볼리그~프리미어리그(16-17)까지 1884~2017(모든 경기 포함)
역대 상대전적
맨유 72승 51무 50패 > 맨시티 50승 51무 72패

## 두 팀 모두에서 활동

### 양 팀에서 감독
어니스트 맹널은 1903년부터 1912년까지 맨체스터 유나이티드 FC의 감독으로 일했고, 1912년부터 1924년까지는 맨체스터 시티 FC의 감독으로 일했다. 그는 유일하게 맨체스터의 두 팀에서 모두 감독을 지낸 기록을 가지고 있다.

### 한 팀에서 선수, 다른 팀에서 감독

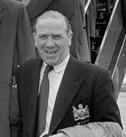
시티에서 선수로 뛰고 유나이티드에서 감독을 맡았던 맷 버즈비

맷 버즈비는 1920년대부터 1930년대까지 맨체스터 시티에서 200경기 이상 출전하며 1934년 FA컵 우승을 차지했다. 버즈비는 2차 세계 대전 직후에 24년 간 맨체스터 유나이티드 감독을 맡았다.
스티브 코펠은 유나이티드에서 오른쪽 윙어로 300경기 이상 출장하였으며 1977년 FA컵 우승을 차지하였다. 1996년 시티의 감독이 되었으나 32일 만에 사임하여 팀 역사상 최단 기간 재임한 감독이 되었다.
| 감독        | 선수                | 선수                | 선수      | 선수    | 감독                | 감독                 | 감독    | 감독   | 감독  | 감독  | 감독        |
| 감독        | 팀                  | 기간                | 리그 출장 | 리그 골 | 팀                  | 기간                 | 경기    | 승     | 무    | 패    | 승률        |
| ----------- | ------------------- | ------------------- | --------- | ------- | ------------------- | -------------------- | ------- | ------ | ----- | ----- | ----------- |
| 맷 버즈비   | 맨체스터 시티       | 1928-1936           | 226       | 14      | 맨체스터 유나이티드 | 1945-1969, 1970-1971 | 1120 21 | 565 11 | 263 3 | 292 7 | 50.45 52.38 |
| 스티브 코펠 | 맨체스터 유나이티드 | 1975-1983           | 322       | 53      | 맨체스터 시티       | 1996                 | 6       | 2      | 1     | 3     | 33.33       |
| 마크 휴즈   | 맨체스터 유나이티드 | 1980-1986 1988-1995 | 89 256    | 37 82   | 맨체스터 시티       | 2008-2009            | 77      | 36     | 15    | 26    | 46.75       |